# Daniel Chee Tsui
Daniel Chee Tsui (崔琦 pinyin: Cuī Qí, 28 de febrero de 1939, Henan, China) es un físico chino-estadounidense que ha trabajado en áreas de microestructuras de semiconductores y física del estado sólido. En 1998, junto con Horst L. Störmer de la Universidad de Columbia y Robert B. Laughlin de Stanford, Daniel Tsui ganó el Premio Nobel de Física por su contribución al descubrimiento del efecto Hall cuántico por la Real Academia de las Ciencias de Suecia.